# 大镇压
大镇压（羅馬化：Ikh Khelmegdüülelt）是蒙古人民共和国在霍尔洛·乔巴山领導下于1930年代进行的大规模镇压运动，在1937年—1939年达到高潮。

## 过程

### 鲍道事件
1922年8月8日，蒙古人民革命党七名创始人之一，时任蒙古国务总理兼外交部长道格索姆·鲍道被捕。这一事件的根源可以追溯至鮑道掌握的蒙古革命青年团与蒙古人民革命党的党团权力斗争。

### 根登-德米德反革命间谍集团
1936年是蒙古人民革命党建党建政十五周年，总理阿玛尔释放了几个政治犯，斯大林送给十五周年庆典的礼物是四支步枪和三万发子弹，暗示必须處决30,000人。
1937年9月10日晚，大镇压的第一场战役打响，蒙古人民革命党65名高级干部被捕，其中包括蒙古人民革命党中央委员会成员、国家大呼拉尔成员、部长会议成员、军队高层全体将领。蒙古人民共和国内务部在苏联专家的指导下，对上述65人施以“坐火椅、拔指甲、扯光头发”等酷刑，并扒光他们的衣服，严禁他们睡觉及吃饭，直至他们在伪造的“招供状”上签字为止。这批人最终无一例外地“承认”自己参与了反革命集团，并供述了“同伙”名单。比如首批被捕的65人中的知识分子门德，为保命而将其所有认识的熟人均说成是“同谋”，因而“戴罪立功”并获较好的关照，但在1941年仍被送至莫斯科处决。又比如工业联合会主席普热夫也是首批被捕者，在刑场上即将被处决时向行刑队喊道：“我承认我犯了罪，但是我愿意招供罪状更大的人”，其死刑的执行方获延期，普热夫随后供述了许多“同谋”。类似门德、普热夫的事例在大镇压中是很普遍的，在酷刑折磨及对死亡的恐惧之下，绝大多数人都“认罪”并咬出了其他所谓“同谋”。
大镇压第一场战役获得胜利，“根登—德米德反革命间谍集团”被揪出，随后根据“口供”又揪出了更多人。蒙古军队的旅以上将领中，有187位将领被逮捕；51位蒙古人民革命党中央委员会成员中，有36位被枪决。有1,000多位军人为免被杀，而主动“承认”自己的“反革命罪”，起初其中仅有数人获赦免，后来绝大部分人仍遭枪决。“根登—德米德反革命间谍集团”中的格勒格道尔吉·德米德是蒙古军队中威望仅次于达木丁·苏赫巴托尔的元帅，在被押送至苏联途中死亡，其父以及兄弟遭到处决，其已怀孕的妻子娜察也被杀。

### 喇嘛反革命集团
同时进行的还有对宗教界的大规模清洗，其规模更大，手段更为残忍。蒙古人民共和国内务部揪出了所谓“喇嘛反革命集团”，其揪出喇嘛的逻辑为，如你为学生，则你的老师定是同谋，如你为老师，则你的学生定是同谋。由于藏傳佛教重視師徒傳承，每個上師的弟子眾多，每個弟子也往往向不同的上師、仁波切求法，结果所有喇嘛均可被打成反革命。
指导大镇压的苏联总顾问格鲁伯奇克于1938年8月报告斯大林称：“到7月20日，771座寺院已有615个变成废墟，仍在运转的仅有26座，8.5万名喇嘛仅留下17,338人，这些人还未逮捕，对中高层喇嘛我们将在下一阶段战役中全部解决。”
对宗教界的清洗，按照标准定额，每位肃反人员一天须办理10件案子，超额完成者有奖。一位名叫班扎拉格奇的肃反人员在毁灭一座寺庙的过程中，平均每日办60件案子，从而成为“先进工作者”。一位叫巴雅尔马格奈的肃反人员，因为一周办理了几百件案子，而获得了北极星勋章（该勋章是蒙古人民共和国授予军功卓著者的勋章）。
蒙古人民共和国内务部成员卢瓦桑萨姆丹1962年回忆称，因逮捕的僧人过多，导致监狱十分拥挤，每周会进行一至两次集体处决，每次用卡车将僧人们一车一车地拉至刑场。
在此次镇压中，蒙古人民共和国全国除了甘丹寺之外，其他所有藏传佛教寺院均被關閉和毁灭，这永久性地改變了蒙古的整个文化景觀。
烏蘭巴托的甘丹寺在1938年大镇压高潮期间關閉，但在1944年重新開放。這是蒙古在共產主義時期唯一保持運作的佛教寺院，也是極少數逃脫毀滅的寺院之一。

### 对外来民族的消灭
十月革命之后，许多哈萨克人、布里亚特蒙古人、塔塔尔人自苏维埃俄国逃到蒙古，斯大林认为这些人“逃避革命”（是另一种反革命罪），下令乔巴山对他们进行清洗。蒙古的2.1万哈萨克人中，有2,000人被消灭；140个塔塔尔人仅剩4个。此外，来自中国内蒙古的汉族及蒙古族人士几乎未留下任何活口，其中还有的是内蒙古人民革命党成员。

### 阿玛尔案
处决“反革命”干部和群众时，蒙古人民共和国内务部强制党、政、军干部观看，乔巴山满脸木然，总理阿南德·阿玛尔则时常流泪，这被“苏联专家”李维諾夫观察到。伏罗希洛夫授意大镇压中乔巴山的副手、蒙古人民革命党中央委员会书记鲁布桑沙拉布除掉阿玛尔。
当时，阿玛尔是蒙古高层人士中仅剩的最后一两位有声望者，故斯大林让他接替已被打成反革命的根登担任总理，苏联专家们则可躲在“阿玛尔政府”的门面之后作恶。所以，在除掉阿玛尔前，莫斯科授意先发动宣传攻势以降低阿玛尔的声望。
1939年3月，阿玛尔因“反革命集团庇护者”等罪名而被逮捕，并被押往苏联审判。在被关押期间，苏联内务人民委员会对他施以各种“非人酷刑”。 1941年7月10日，在蒙古人民革命党建党日，阿玛尔被宣判死刑。与阿玛尔同被逮捕并送往苏联处决的，还有当时的蒙古人民共和国国家元首、蒙古人民革命党创党元老道格松。阿玛尔在生命的最后一段时期，在狱中遇到了将其清洗的鲁布桑沙拉布，这时鲁布桑沙拉布已成为其狱友。

## 镇压机构及死亡人数
在大镇压期间，两个特殊机构凌驾于一切党纪、国法以及蒙古党、政、军机关之上，一是“非常委员会”，作为最高军事法院；一是“特别委员会”，作为最高法院。到1939年4月，这两个委员会的卷宗写明，共判处29,198人反革命罪；其中非常委员会办理的25,785件政治案件中，已作出判决的卷宗写明，共20,099人遭处决，5,739人被判入狱。
1939年末，乔巴山在笔记本中记下了如下工作总结：“到11月，共处决喇嘛20,356人，600名是高级喇嘛，3174名是中级喇嘛，13,120名是低级喇嘛，摧毁797座寺庙；在1937年和1939年之间，逮捕了56,938人，其中20,396被处决，被逮捕的人中有17,335人是喇嘛”。乔巴山所记录的数字比上文提到的苏联顾问格鲁伯奇克1938年8月记录的高。
大镇压影響到蒙古人民共和國全国，但重点是蒙古人民革命党及政府高层、軍隊、喇嘛等。受害者们普遍被指控为亲日本的間諜。在此次镇压中被处决者通常估计在22,000人至35,000人不等，占當時蒙古人口的約3%至4％。近18,000名受害者是藏传佛教喇嘛。有些作者估計受害者高達10萬人。历史学家目前经常引用的数字在3.6万至5万人左右，但研究者认为3.6万这一数字属于远被低估的数字。
1991年在木伦、2003年在乌兰巴托，一些万人坑被发掘出来，数以百计被处决的喇嘛和平民的尸体被挖掘出来，他们都是颅底遭到枪击而身亡。

## 纪念
1996年，原蒙古人民共和国国家小呼拉尔主席团主席博勒吉德·根登（1937年在莫斯科被处决）的女儿策伦都兰（Tserendulam）在乌兰巴托开办了政治迫害受害者纪念博物馆，以纪念大镇压等政治运动的受害者。该博物馆的展品中，藏有一些大镇压时期颅底带有枪眼的受害者的头骨。

## 相关受害者
大镇压期间，一大批蒙古党和国家领导人被押往苏联莫斯科，随后遭到处决或流放：
- 博勒吉德·根登
- 阿南德·阿玛尔
- 达理扎布·洛索勒
- 格勒格道尔吉·德米德

一批布里亚特人因同蒙古有联系，而在苏联大清洗时期被逮捕：
- 扎木斯朗·策本
- 额勒贝格道尔吉·仁钦诺
- 达希·萨木皮伦
- 额尔德尼·巴特汗